# Kyvon Leidsman
Kyvon Leidsman (Amsterdam, 3 september 1998) is een Nederlands voetballer die voorkeur heeft als een aanvaller.

## Carrière
Leidsman speelde in de jeugd van AFC, sc Heerenveen, weer AFC en De Graafschap. Bij De Graafschap speelde hij van 2016 tot 2018 met Jong De Graafschap in de Derde divisie Zondag. In het seizoen 2018/19 maakte hij de overstap naar het eerste elftal, waar hij viermaal in de Eredivisie op de bank zat. In november van dat seizoen vertrok hij per direct bij De Graafschap bij gebrek aan speeltijd. Hij sloot bij Jong Almere City FC aan, waar hij anderhalf seizoen speelde. In 2020 vertrok hij naar TOP Oss, waar hij op 29 augustus 2020 in de met 1-2 verloren thuiswedstrijd tegen Helmond Sport in het betaald voetbal debuteerde. Hij kwam in de 57e minuut in het veld voor Trevor David. Op 21 december 2023 vertrok hij per direct bij UT Arad.

### Statistieken
| Seizoen                        | Club                | Land           | Competitie           | Competitie | Competitie | Beker | Beker | Totaal | Totaal |
| Seizoen                        | Club                | Land           | Competitie           | Wed.       | Dlp.       | Wed.  | Dlp.  | Wed.   | Dlp.   |
| ------------------------------ | ------------------- | -------------- | -------------------- | ---------- | ---------- | ----- | ----- | ------ | ------ |
| 2016/17                        | Jong De Graafschap  | Nederland      | Derde divisie Zondag | 16         | 6          | –     | –     | 16     | 6      |
| 2017/18                        | Jong De Graafschap  | Nederland      | Derde divisie Zondag | 26         | 7          | –     | –     | 26     | 7      |
| 2018/19                        | De Graafschap       | Nederland      | Eredivisie           | 0          | 0          | 0     | 0     | 0      | 0      |
| 2018/19                        | Jong Almere City FC | Nederland      | Tweede divisie       | 7          | 0          | –     | –     | 7      | 0      |
| 2019/20                        | Jong Almere City FC | Nederland      | Derde divisie Zat.   | 4          | 1          | –     | –     | 4      | 1      |
| 2020/21                        | TOP Oss             | Nederland      | Eerste divisie       | 1          | 0          | 0     | 0     | 1      | 0      |
| Carrièretotaal                 | Carrièretotaal      | Carrièretotaal | Carrièretotaal       | 54         | 14         | 0     | 0     | 54     | 14     |
| Bijgewerkt op 1 september 2020 |                     |                |                      |            |            |       |       |        |        |